# Eugen Corrodi
Eugen Corrodi (Ticino kanton, 1922. július 2. – Zürich, 1975. szeptember 7.) svájci labdarúgókapus.